# Stöttlbach
Stöttlbach – rzeka w Austrii, w Tyrolu, o długości 7 km. Źródło swe bierze na południowych stokach Griesspitze, przepływa przez Mieming i uchodzi do Innu.